# Stenopodidae
Stenopodidae (лат.) — семейство десятиногих ракообразных из инфраотряда Stenopodidea. Морские и солоноватоводные животные. Семейство включает 5 современных и два вымерших рода. Древнейшие представители семейства известны из девонского периода, 382,7 миллионов лет назад.

## Роды
- Jogoya Anker, 2023
- Juxtastenopus Goy, 2010
- Odontozona Holthuis, 1946
- Richardina A. Milne-Edwards, 1881
- Stenopus Latreille, 1819
- † Devonostenopus Jones, 2014
- † Phoenice Garassino, 2001